# تربة (مرقد)
تربة (مرقد) (بالتركية: Türbe، بالفارسية: تربت، بالفرنسية: Turbe): تشير غالبا إلى ضريح أو مرقد (عمارة) أو قبر مسلم غالبًا في المناطق الناطقة باللغة التركية ولأضرحة سلاطين السلالة العثمانية والنبلاء والوجهاء. تقع المقبرة النموذجية في أراضي مسجد أو مجمع، وغالبًا ما تكون موهبة من قبل المتوفى. ومع ذلك، فإن بعضها مندنج بعناية مع المباني المحيطة.

## انظر ايضا
- تاريخ القباب الفارسية